# تنظيم الضباط الوطنيين
| حركة تموز 1958 |
| - الضباط الوطنيين - نهاية الملكية العراقية - عبد الكريم قاسم - عبد السلام عارف - محمد نجيب الربيعي - رفعت الحاج سري - ناظم الطبقجلي - العوامل غير المباشرة للحركة - خطة حركة 14 تموز 1958 - إعلان الجمهورية العراقية - حركة 8 شباط 1963 - فيصل الثاني - نوري السعيد - عبد الإله |
| |
| تحرير |

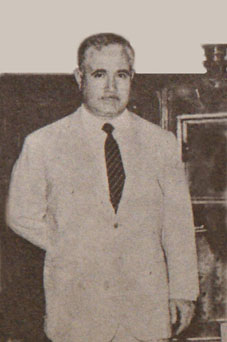
نجيب الربيعي رئيس مجلس السيادة رئيس التنظيم

تنظيم الضباط الوطنيين  هو تنظيم عراقي مكون من ضباط عراقيين مشابه لتنظيم حركة الضباط الأحرار في مصر قام أعضاء هذا التنظيم بحركة أو ثورة يوليو 1958 حيث أدت هذه الحركة إلى الإطاحة بنظام الحكم الملكي وتحويل نظام الحكم في العراق إلى النظام الجمهوري. حيث انتهى حكم الملك فيصل الثاني عاهلاً على العراق في ذلك الوقت، وتنظيم الضباط الوطنيين، الذي سمي لاحقا من قبل الإعلاميين بتنظيم الضباط الأحرار على غرار تنظيم الضباط الأحرار في مصر، وضم التنظيم كل من الزعيم الركن عبدالحميد عبدالحسين الحصونة و العقيد عبد السلام عارف والعميد عبد الكريم قاسم والفريق نجيب الربيعي والعميد ناظم الطبقجلي والعقيد رفعت الحاج سري والعقيد رجب عبد المجيد والعميد عبد الرحمن عارف والعقيد عبد الوهاب الشواف وغيرهم. وتولى عبد الكريم قاسم رئاسة الوزراء والقائد العام للقوات المسلحة، في حين أصبحت الرئاسة على شكل مجلس سمي مجلس السيادة ضم ثلاثة شخصيات هم نجيب الربيعي وخالد النقشبندي ومحمد مهدي كبة.

## تاريخ
قامت نخبة من طلائع الضباط المستنيرين بتشكيل «تنظيم الضباط الوطنيين» الذي أسماه الإعلاميون لاحقا بتنظيم الضباط الأحرار أسوةً بتنظيم الضباط الأحرار في مصر وذلك في نهاية عام 1949م، بعد الهدنة مع إسرائيل وانسحاب الجيش العراقي، وذلك برئاسة الرائد رفعت الحاج سري، والتي كانت تعد أول نواة لتنظيم عسكري داخل الجيش، ومع إن رفعت الحاج سري كان ذا رتبة متوسطة إلا أنه كان يتمتع باحترام كبير من الجميع لأخلاقه العالية وسلوكه القويم وتمسكه بالفرائض الإسلامية ولهذا سمي ب (الديّن)، وبعد سنة 1952م عقب نجاح حركة يوليو/ تموز في مصر التي أعطت دفعا كبيرا للتنظيم تحول أسلوب عمل التنظيم إلى إسلوب الاجتماعات المنظم بدلاً من اللقاءات السريعة والجلسات التي تميزت بالطابع الشخصي. وتوالى تشكيل عدد من الخلايا والتنظيمات في معسكرات وثكنات مخلفة استنادا للعامل الجغرافي والمكاني، من أشهرها خلية العقيد رجب عبد المجيد التي تشكلت في سبتمبر/ ايلول 1952. وكانت الطبيعة الغالبة لتاسيس تلك التنظيمات هو الالتقاء الفكري والانتماء السياسي لضباط كل خلية من خلايا تلك التنظيمات، فمنها كان تجمعا لضباط ذوي ميول قومية وأخرى ذات ميول وطنية ليبرالية وأخرى شيوعية وأخرى إسلامية وغيرها من الخلايا الي انضمت لاحقا، بين عامي 1956 و1957م، للتنظيم الأقدم والأكبر «تنظيم الضباط الوطنيين» ذو التوجهات الوطنية والوحدوية والذي كان يتزعمه رفعت الحاج سري الذي أصبح عقيدا في ذلك الوقت. وكان يجمع كل تلك التيارات والشخصيات مبدأ معارضة الوضع القائم.
أي ان بعضها كان يؤمن بتغيير النظام الملكي إلى جمهوري، وآخر كان يؤمن بانقلاب كانقلاب بكر صدقي أو ثورة رشيد عالي الكيلاني أي تغيير سياسة وعقيدة الحكم دون المساس بشكل النظام.

العقيد رفعت الحاج سري الدين مؤسس تنظيم الضباط الوطنيين عام 1949

أطلق أكبر التنظيمات على أنفسه اسم «تنظيم الضباط الوطنيين» وهنالك تنظيم آخر أطلق على نفسهِ اسم «مجموعة المنصورية» التي كان يرأس اللجنة العليا فيها العميد عبد الكريم قاسم، وهنالك خلية صغيرة باسم «منظمة الضباط العراقيين» وخلية أخرى في بغداد «مجموعة بغداد» والتي كانت تطلق على نفسها اسم «تنظيم الضباط الأحرار» وأخرى باسم خلية الناصرية، واندمجت لاحقا كل تلك التنظيمات في تنظيم واحد تحت اسم «تنظيم الضباط الوطنيين» الذي كان يطلق عليه الاعلاميون مجازاً تنظيم الضباط الأحرار لكون أحد التنظيمات بهذا الاسم ولتداول هذه التسمية بكثرة بسبب تنظيم الضباط الأحرار المصري، كما أن أعضاء التنظيم لم يجدوا حرج من هذه التسمية في لقاءاتهم الصحفية لمدلولها الوطني والقومي.
تشكلت خلايا أخرى للمعارضة داخل الجيش ثم بدأت تتوحد تدريجياً مثل خلية بغداد والمنصورية بقيادة الفريق نجيب الربيعي، وخلية الناصرية بقيادة شاكر محمود وخلية الموصل بقيادة محمود عزيز، وخلية الديوانية بقيادة إسماعيل علي. ثم توحد تلك الخلايا إلى تنظيمين رئيسيين ثم توحد التنظيمان بعد خمسة سنوات من العمل السري وتم دمج اللجان العليا للتنظيمات السابقة بلجنة عليا، وأصبح عدد أعضاء اللجنة العليا خمسة عشر ضابطاً.
من المؤكد بأنه من الناحية الفنية المهنية العسكرية كانت هنالك ثلاثة حركات حفزت تنظيم الضباط الوطنيين بالتخطيط والتنفيذ لحركة 1958م، وأولها انقلاب بكر صدقي في العراق عام 1936م، ثم ثورة رشيد عالي الكيلاني التحررية في العراق في مايو / مايس 1941 وحركة 23 يوليو / تموز 1952 في مصر التي قادها اللواء محمد نجيب والمقدم جمال عبدالناصر وتنظيم الضباط الأحرار.

## أعضاء التنظيم البارزين
من أشهر رموز تنظيم الضباط الوطنيين بعد توحيد جميع الخلايا والتنظيمات في هيكل تنظيمي واحد هم كل من الزعيم عبد الكريم قاسم وزميله العقيد عبد السلام عارف، والزعيم محي الدين عبد الحميد، والزعيم ناجي طالب، والعقيد عبد الرحمن عارف، والعقيد عبد الوهاب الشواف، والعقيد رفعت الحاج سري (مؤسس حركة الضباط الأحرار). 
| أعضاء التنظيم                       | أعضاء التنظيم | أعضاء التنظيم                                                                     |
| الاسم                               | الصورة        | مناصب وتاريخ                                                                      |
| ----------------------------------- | ------------- | --------------------------------------------------------------------------------- |
| العقيد رفعت الحاج سري               |               | مؤسس أول خلايا التنظيم 1949.                                                      |
| العقيد عبد السلام عارف              |               | ترشح عام 1956 للجنة العليا للتنظيم.                                               |
| العميد عبد الكريم قاسم              |               | أصبح رئيس التنظيم عام 1957                                                        |
| الفريق محمد نجيب الربيعي            | --            | رئيس التنظيم حتى عام 1957 حيث أصبح سفير العراق في السعودية.                       |
| العميد ناجي طالب                    | --            | نافس عبد الكريم قاسم على زعامة التنظيم                                            |
| العميد ناظم الطبقجلي                | --            | -                                                                                 |
| العميد عبد الرحمن عارف              |               | أمر معسكر الوشاش الذي نسق معه أخيه عبد السلام عارف بالسطرة على بغداد صبيحة الحركة |
| العميد أحمد صالح العبدي             | ---           | عضو في التنظيم                                                                    |
| العقيد عبد الكريم الفرحان           | ---           | عضو في التنظيم                                                                    |
| العقيد صبحي عبد الحميد              |               | عضو في التنظيم.                                                                   |
| العقيد عبد الوهاب الشواف            | ---           | عضو في التنظيم.                                                                   |
| العقـيد عبد اللطيف الدراجي          | ---           | أحد المشاركين الفاعلين في تنفيذ الحركة مع عبد السلام عارف.                        |
| العقيد رجب عبد المجيد               | ---           | أحد المشاركين الفاعلين في تنفيذ الحركة.                                           |
| العقيد عبد الوهاب الشيخ علي الغصيبة |               | عضو في التنظيم.                                                                   |
| الرائد بهجت سعيد                    |               | مشارك فاعل في التنفيذ.                                                            |
| المقدم عادل جلال                    |               | مشارك فاعل في التنفيذ.                                                            |
| العقيد الطيار عارف عبد الرزاق       |               | عضو في التنظيم.                                                                   |
| العقيد الركن عبد الوهاب أمين        | ---           | أحد المشاركين الفاعلين في تنفيذ الحركة.                                           |
| المقدم إسماعيل العارف               | ---           | عضو في التنظيم.                                                                   |
| المقدم صالح عبد المجيد السامرائي    | ---           | عضو في التنظيم.                                                                   |
| المقدم إسماعيل علي                  | ---           | عضو في التنظيم.                                                                   |
| المقدم صالح مهدي عماش               | ---           | عضو في التنظيم.                                                                   |
| المقدم وصفي طاهر                    | ---           | عضو في التنظيم.                                                                   |
| الرائد أحمد حسن البكر               |               | عضو في التنظيم.                                                                   |
| المقدم إبراهيم الداود               |               | عضو في التنظيم.                                                                   |
| الرائد الطيار حردان عبد الغفار      |               | عضو في التنظيم.                                                                   |
| الرائد الطيار محمد سبع              | ---           | عضو في التنظيم.                                                                   |
| الرائد شاكر محمود                   | ---           | عضو في التنظيم.                                                                   |
| الرائد محمود عزيز                   | ---           | عضو في التنظيم.                                                                   |
| النقيب الطيار محمد جسام الجبوري     | ---           | أصبح في السبعينيات قائد القوة الجوية                                              |
| والنقيب الطيار منذر الونداوي        | ---           | شارك في حركة 8 فبراير/ شباط 1963                                                  |
| الملازم أول مشعل عواد الساري        | ---           | شارك في حركة 8 فبراير/ شباط 1963 وغادر العراق عام 1971 لأسباب سياسية.             |
| الملازم نعمة فارس                   | ---           | أصبح عام 1985 قائد الفيلق الأول                                                   |
| الملازم علاء الجنابي                | ---           | أصبح عام 1981 عضوا في القيادة العامة للجيش.                                       |

## ميثاق العمل الوطني
حاول أعضاء تنظيم الضباط الوطنيين الاتصال بالأحزاب المعارضة للاستفادة من كوادرها وخبراتها التنظيمية ولكن في النهاية اقتنعوا بأن تكون الحركة عسكرية خالصة حتى لا يملي عليهم أحد شروطه للانضمام وتم اعداد ما يسمى بميثاق العمل الوطني الذي يقوم على المبادئ التالية:
ضرورة إعلان الجمهورية بسبب تداعيات الحكم الملكي الذي تميز بما يلي:
1. لم يقم للعراق أي تطور خصوصا بعد مقتل الملك غازي وتولي عبد الإله وصاية العرش إبان الحرب العالمية الثانية. حيث سادت اجواء التخلف وتباطوء حركة البناء والعمران
2. تحول الحياة السياسية إلى حالة من الركود حيث انتابت الحركة النيابية الجمود وأصبح البرلمان لعبة بيد مراكز القوى السياسية كنوري السعيد وعبد الإله، اما الأحزاب فانحسر دور الأحزاب والقوى الوطنية وطفت على السطح الأحزاب الشكلية الخاوية من ايديولوجيات أو برامج العمل.
3. اضطهاد الأحرار والوطنيين من قادة الثورة الوطنية في مايو / مايس 1941 بزعامة رشيد عالي الكيلاني باشا وزملائه من الضباط الوطنيين.
4. ربط العراق بمعاهدات جائرة مع بريطانيا مست سيادته وهدرت ثرواته الوطنية وربطت العراق بالسياسة والاقتصاد البريطانية.
5. الانحياز للمعسكر الغربي في لعبة القوى الدولية وربط العراق باحلاف سياسية لتحقيق مصالح واستراتيجيات الدول العظمي دون النظر إلى المصلحة العراقية الوطنية كحلف المعاهدة المركزية السنتو الذي حول العراق إلى إحدى القواعد الإستراتيجية ضد الاتحاد السوفيتي.
6. تسلط النخبة السياسية وانتشار المحسوبية والفساد الإداري والمالي.
7. عدم الجدية في الوقوف مع القضايا العربية التي تمس الأمن الوطني العراقي كالحرب الفلسطينية الأولى عام 1948 برغم المشاركة الواسعة والفاعلة للجيش العراقي إلا أن تدخل الحكومة قوض النصر الحاسم في المعركة. وكذلك عدم الجدية بالوقوف مع مصر في العدوان الثلاثي عليها.
8. عدم حل المشكلات الداخلية كالتلكوء بمنح الاقليات الحقوق الثقافية، على الرغم من الإسهام السياسي الواسع للاقليات العرقية والطائفية في الحكم.
9. تشكيل مجلس السيادة ليتراس الدولة بصورة مؤقتة، يتمتع بسلطة رئيس الجمهورية وبكامل صلاحياته، ريثما يتم استفتاء الشعب وخلال ستة أشهر لانتخاب منصب رئيس الجمهورية ويضم أعضاء من تنظيم الضباط الوطنيين وعضوية شخصيات وطنية.
10. تشكيل حكومة من الضباط والسياسيين الوطنيين من مختلف الفئات والتيارات الممثلة للمجتمع العراقي.
11. إعلان تشكيل مجلس تشريعي يدير البلاد باسم المجلس الوطني لقادة الثورة ويكون في عضويته تنظيم الضباط الوطنيين.
12. إعلان حل مجلسي النواب والأعيان والدعوة لانتخابات برلمانية جديدة لانخاب أعضاء جدد للمجلسين.
13. يحترم العراق حق الأديان ويعتبر الإسلام أساس التشريع في الدولة والقانون.
14. التمسك بمباديء الديموقراطية في الحياة السياسية والعامة وان المعتقد حق مكفول لجميع المواطنين بشكل متساوي.
15. فسح المجال للاحزاب الوطنية بالعمل على أن لا ترتبط بجهات أجنبية أو تحقق المصالح الأجنبية.
16. التمسك بالوحدة الوطنية العراقية الكاملة لكافة الأعراق والطوائف والقوميات بشكل متاخي من خلال منح حقوق جميع فئات الشعب الحقوق الثقافية.
17. رتبط العراق برباط الأخوة مع الدول العربية والإسلامية.
18. يلتزم العراق بمبادئ الأمم المتحدة وكل الاتفاقات التي تصب في مصلحة الوطن والتي لاتمس من سيادته.
19. يعلن العراق بانه دولة مستقله استقلالا تاما في السياسة الداخلية ويسعى إلى تحرير اقتصاده من خلال تأميم ثرواته وخصوصا النفطية وبفك ارتباطه من التكتل الاقتصادي الاسترليني المرتبط باقتصاد دول الكومنولث وبريطانيا.
20. يعلن العراق بانه دولة مستقلة في السياسة الخارجية ويفك ارتباطه بأي مواثيق واحلاف أجنبية كحلف السنتو والتي تسعى لجعله اداة لتنفيذ السياسات والمصالح العليا للدول العظمى لكلا المعسكرين الغربي والشرقي.
21. يعلن العراق بأنه دولة من دول عدم الانحياز ويلتزم بمقرارات مؤتمر باندونغ.
22. مناهضة النشاط الاستعماري الذي كبل العراق ودول العالم الثالث بضمنا الدول العربية بشتى صنوف الاستغلال والهيمنة.
23. مناهضة المد الشيوعي التواق للهيمنة على العالم سياسيا واقتصاديا.
24. تكفل الجمهورية العراقية حرية العمل الصحفي وذلك بمنح الصحف والاجنبية المحلية بالعمل.

وقد أجل تنظيم الضباط الوطنيين «الأحرار» القيام بالحركة لاكثر من مرة، الأمر الذي أدى إلى أن يتفق عبد السلام عارف مع عبد الكريم قاسم وبالتنسيق مع بعض الضباط من أعضاء التنظيم وهم الفريق نجيب الربيعي والعميد ناظم الطبقجلي العميد ناجي طالب والعميد عبد الرحمن عارف والعقيد رفعت الحاج سري والعقيد عبد الوهاب الشواف والعقـيد عبد اللطيف الدراجي العقيد طاهر يحيى والمقدم إسماعيل العارف، والمقدم صالح عبد المجيد السامرائي والمقدم إسماعيل علي والمقدم صالح مهدي عماش والمقدم إبراهيم الداود والرائد أحمد حسن البكر بالمبادرة للشروع بالتحرك للإطاحة بالحكم الملكي دون الرجوع للتنظيم، مستغلين فرصة قيام الاتحاد الهاشمي بين العراق والأردن وتحرك القطعات العراقية لاسناد الأردن ضد تهديدات إسرائيلية لقيام الاتحاد.

## رئاسة التنظيم بعد اكتشاف الاستخبارات خلايا الضباط
تمتْ محاولات محدودة من قبل تنظيم الضباط الوطنيين للقيام بحركة لقلب نظام الحكم الملكي لعدم تيسر الفرصة السانحة. وبعد اجتماعات متلاحقة لقدة التنظيم استغرقت سنتين، تم الاتفاق على اغتنام أي فرصة تسنح لإحدى القطعات العسكرية التي يسمح لها بالمرور في بغداد للقيام بالحركة. كما اتفقوا على أن مساندة القطعات عير المشاركة في حالة سماعها بالقيام بالحركة في حالة تعذر تبليغ القطعات جميعها ولدواعي أمنية.
تنبهت الحكومة لوجود هذا التنظيم في صيف عام 1956 في منطقة الكاظمية حيث تسربت معلومات عن تحركات الجيش إلى مديرية الاستخبارات العسكرية الملكية، ومنها الكشف عن الاجتماع الذي شارك فيه العقيد رفعت الحاج سري، والعقيد الركن عبد الوهاب أمين، والمقدم إسماعيل العارف، والمقدم صالح عبد المجيد السامرائي والرئيس الأول إبراهيم الشيخ علي آل غصيبة. وبعد إجراء التحقيق معهم، تم تفريق هؤلاء الضباط وإبعادهم عن الوحدات ذات التأثير الفاعل فأخذوا يعدون العدة لتفكيكه في طريق نقلهم من أماكنهم إلى أماكن أخرى وتعيين بعضهم كملاحق عسكري بالسفارات بالخارج مما جعل قيادة التنظيم تنتقل من رفعت الحاج سري إلى الفريق نجيب الربيعي الذي انتخب رئيسا للتنظيم خلفا لسري وبعد نقله هو الآخر آلت إلى عبد الكريم قاسم، وينقسم هذا التنظيم لعدة خلايا لتسهيل الاوامر والعمليات.
كانت التقارير السرية والعاجلة ترد باستمرار إلى رئيس اركان الجيش الفريق رفيق عارف ومديرية الاستخبارات العسكرية تفيد بوجود نشاطات وتكتلات عسكرية معارضة لدى العديد من ضباط الجيش. وكانت التقارير تذكر أسماء الضباط والناشطين المشتبه بانتمائهم لتنظيمات مسلحة. لكن نوري السعيد كان يؤمن ايمانا راسخاً بأن الجيش تحت سيطرته، وان هذه التفاعلات من تداعيات وارهاصات حركة يوليو 1952 في مصر، كما كان جازما بان لا أحد من الضباط يجرؤ على التحرك ضد النظام. وكان من أهم الإنذارات التي وصلت للبلاط الملكي عن نشاط الضباط وحركة الجيش ذلك التقرير المجهول التوقيع والذي وصل إلى مكتب الملك بالبريد في يونيه / حزيران عام 1958, بفترة اقل من شهر من قيام الحركة، يتضمن بعض التفاصيل عن تحركات التنظيمات العسكرية ضد نظام الحكم وأسماء بعض الضباط الذين يعدون له من الفرقة الثالثة في قاطع معسكر المنصورية في محافظة ديالى.وعلى اثر ذلك طلب اجتماع الملك وعبد الإله ونوري السعيد ورئيس الأركان رفيق عارف ومدير الاستخبارات العسكرية، وناقشوا جميع أسماء الضباط الموالين والمشكوك بولائهم، فوجدوا معظمهم من المقربين للبلاط والمعروفين بولائهم للنظام. فكان العميد الركن عبد الكريم قاسم من الشخصيات الغامضة إلا أنه كان دائم الولاء للنظام من خلال مواقف متعدده ولم يعرف عن سيرته المهنية حبه للمغامرة أو الخروج على رؤسائه كما عرف بتخوفه من بعض المواقف الحادة والتي فيها مسؤولية حيث كان مهنيا كلاسيكيا صارما ولايختلط كثيرا وذو صداقات محدودة يلتقي ببعض الشيوعيين ويستمع لهم، ولم يعرف عنه الدخول في نقاشات فلسفية أو تنظيرية.

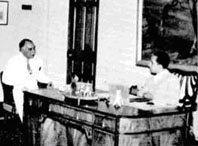
فيصل الثاني مع نوري باشا

اما العميد ناجي طالب فكان حائزا على ثقة البلاط الملكي كونه عمل سابقا مرافقا للملك. وتوقفوا عند العقيد الركن عبد السلام محمد عارف فكانت سيرته تشير بانه قد اشترك بثورة رشيد عالي الكيلاني عام 1941 وعوقب بالنقل للبصرة ومتدين وذو ميول ثورية كما عرف عنه امتعاضه من سياسات النظام الملكي، وبرروا ذلك كونه ينتمي للقبيلة المعروفة بعاداتها، وكون خاله الشيخ ضاري أحد قادة ثورة العشرين ضد الاحتلال البريطاني، إلا أنه يتمتع بمهنية والتزام عسكريين بالغين وعرف بثقافته بسبب دوراته وعمله في الملحقية العسكرية في ألمانيا كما اشارت التقارير التي تمت مداولتها عنه بانه صديقا مقربا من رئيس الأركان وفيق عارف والعقيد رفعت الحاج سري وعضوا في القيادة العامة للقوات المسلحة وكذلك مقربا من جميل المدفعي رئيس الوزراء الاسبق. وتقرر أن يستدعي رئيس الأركان هؤلاء الضباط لمعرفة نواياهم بأسلوب غير مباشر ودون إعلان ذلك لهم الغرض منه هو ايصال رسالة لهم في حالة وجود لاحد منهم النية بأي تحرك فان رئيس الأركان وقيادة النظام متنبهة. وخلٌص التقرير إلى أن الاحتمال الأكثر في الأمر ان يكون وشاية أو شك دون دليل قاطع. وبقي سر هذا التقرير يتداوله المحللون من السياسيون والعسكريين والمؤرخون الأكاديميون المحايدون، حيث يعتقد البعض بان أحد عناصر الاستخبارات العسكرية دفع بهاذا التقرير إلا أنه لو رفع من قبل الاستخبارات فلماذا يترد دون توقيع. واخرون يعتقدون بان أحد الاصدقاء المقربين جدا من اللجنة العليا في التنظيم تسربت إليه المعلومات أراد الأخبار دون ذكر اسمه. وهذا الاحتمال ضعيف أيضا لأسباب عدة، حيث أن التنظيم قطع على نفسه عدم إخبار أحد بضمتهم أعضاء التنظيم من غير اللجنة العليا، بالتوقيتات وليس التفاصيل فحسب، كما أن هذا الصديق المزعوم والذي يمتلك التفاصيل المملة والسرية للغاية والمحصورة في ثلاثة أو أربعة أشخاص فقط في اللجنة العليا، لا يمكنه إذا كان صديقا بهذه الدرجة أن يشي وبهذا الأسلوب الفضفاض وما هي الفوائجد لتي سيجنيها من هذا التقرير بعدم ذكر اسمه، الذي سيعرض مصداقية التقرير للشك من قبل الملك والبلاط.

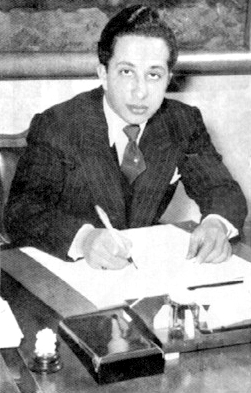
فيصل الثاني في مكتبه في البلاط الملكي في الكسرة

اما الاعتقاد الذي ورد من بعض الباحثين يشير إلى الاحتمال الكبير بان التقرير قد رفع من قبل أحد قياديي التنظيم المطلع على التفاصيل، والذي يعرف بانه بعيد عن الشبهات لولائه للقصر من جهة لمعرفته المسبقة بانه سوف لن يشارك مع القطعات الداهبة للأردن، أو ربما توسطه لعدم الاشتراك بها، وفي هذه الحالة كانت لديه الشكوك بنجاح الحركة. فقد قيل الكثير من قبل المؤرخين والباحثين وحتى بعض السياسيين المحايدين حول دواعي عدم مشاركة عبد الكريم قاسم في الصفحة التنفيذية للحركة، أو أي من القطعات أو الضباط التابعين له، وهو ذو الرتبة العالية والولاء للملك ونوري السعيد، وكان يقف من الحركة بصفة المتفرج على الأحداث بانتظار جني النتائج في حال نجاح الحركة والظهور بمظهر غير المشترك يالأحداث في حال فشل الحركة. وعلى مايبدو ومن خلال تحليل لسلوك عبد الكريم قاسم لما فعله فيما بعد، واعتراض قادة تنظيم الضباط الوطنيين عند طلب عبد السلام عارف بانظمام زميله قاسم للحركة على أنه مزاجي وغير اجتماعي ومناور وله تطلعات فردية اما ما فعله فيما بعد من تصفات لزملاء السلاح من أعضاء التنظيم واحدا تلو الآخر بالابعاد أو الإعدام أو السجن من خلال تلفيق التهم دون ادلة ثبوتية، عدا حركة العقيد عبد الوهاب الشواف التي كانت حركة انقلابية معلنة ضد حكم عبد الكريم قاسم. ويسترسل هؤلاء الباحثون والمؤرخون بتحليلهم، بان الصراع الفكري بين تيار عبد الكريم قاسم ومجموعته ذات الميول الماركسية والبعيدة عن التدين والعروبة ذينك التيارين السائدين يومذاك في الشارع العراقي اصطدم باعضاء تنظيم الضباط الوطنيين المنتمين للتيار المتدين والعروبي ومن أهم رموزه عبد السلام عارف، والذين على الصعيد الشخصي يرتبطان بزماة مهنة وعلاقات اجتماعية على الرغم من اختلاف وجهات النظر. فوجد عبد الكريم قاسم الغلبة لهذا التيار عمليا من خلال حجمه وفاعليته في التنظيم، وشعبيته في الشارع، وهذا ما يجعل قاسم يتخوف من هذا التيار الطموح الذي حتما سيسيطر على الشارع في حالة نجاح الحركة، فكان لابد من الإطاحة بهذا التيار من خلال هذه الفرصة السانحة. حيث ربما كان عبد الكريم قاسم يشك بنجاح الحركة، كباقي لمحاولات ألتنظيم الفاشلة السابقة، كون المهمة برمتها عبارة عن مجازفة غير محسوبة لانها ستنفذ من قبل جزء يسير من لواء سيقف امام دولة بجيشها وامنها واستخباراتها ودعمها الدولي المتمثل بمعاهدات الدفاع المشترك مع بريطانيا وحلف السنتو، علاوة على الدعم الشرعي للأردن الذي كان مرتبطا باتحاد مع العراق. لذل يعتقد بان قاسم قد حسب كل هذه العوامل وقرر عدم الاشتراك من جهة وابلاغ الملك بالتقرير المسهب بالتفاصيل من جهة والذي لم يكن يعلم يتفاصيله سوى قاسم وعارف الذي وضع الخطة وعبد اللطيف الدراجي صديق عارف والمشارك معه في التنفيذ.

### محاولات التنظيم الفاشلة لقلب النظام الملكي
حاول التنظيم القيام بعدة محاولات للانقلاب على الملك، ولكنها باءت جميعًا بالفشل ومنها:
1. محاولة تنظيم الضباط الوطنيين سنة 1949م، أثناء الاحتفال بعودة بعض فرق الجيش من فلسطين ولكنها فشلت لعدم حضور الملك والمسؤلين الكبار في الدولة.
2. محاولة رفعت الحاج سري في سنة 1950م.
3. محاولة في 1950م، ولكنها ألغيت لعدم حضور نوري السعيد رئيس الوزراء.
4. محاولة في (11 ذي القعدة) سنة 1955م، وصفها المقدم عبد الغني الراوي بمنتهى الدقة والإحكام، ولكن قادة التنظيم رفضوها.

### كشف التنظيم

رفيق عارف رئيس الأركان العامة

تمتْ محاولات محدودة من قبل تنظيم الضباط الوطنيين للقيام بحركة لقلب نظام الحكم الملكي لعدم تيسر الفرصة السانحة. وبعد اجتماعات متلاحقة لقدة التنظيم استغرقت سنتين، تم الاتفاق على اغتنام أي فرصة تسنح لإحدى القطعات العسكرية التي يسمح لها بالمرور في بغداد للقيام بالحركة. كما اتفقوا على أن مساندة القطعات عير المشاركة في حالة سماعها بالقيام بالحركة في حالة تعذر تبليغ القطعات جميعها ولدواعي أمنية.
تنبهت الحكومة لوجود هذا التنظيم في صيف عام 1956م، في منطقة الكاظمية حيث تسربت معلومات عن تحركات الجيش إلى مديرية الاستخبارات العسكرية الملكية، ومنها الكشف عن الاجتماع الذي شارك فيه العقيد رفعت الحاج سري، والعقيد الركن عبد الوهاب أمين، والمقدم إسماعيل العارف، والمقدم صالح عبد المجيد السامرائي. وبعد إجراء التحقيق معهم، تم تفريق هؤلاء الضباط وإبعادهم عن الوحدات ذات التأثير الفاعل فأخذوا يعدون العدة لتفكيكه في طريق نقلهم من أماكنهم إلى أماكن أخرى وتعيين بعضهم كملاحق عسكري بالسفارات بالخارج مما جعل قيادة التنظيم تنتقل من رفعت الحاج سري إلى الفريق نجيب الربيعي الذي انتخب رئيسا للتنظيم خلفا لرفعت سري وبعد نقله هو الآخر آلت إلى عبد الكريم قاسم، وينقسم هذا التنظيم لعدة خلايا لتسهيل الأوامر والعمليات. وبعض التحليلات السياسية تشير إلى أن التقرير الذي قدم للدولة كان من قبل أحد الضباط المشاركين في التنظيم وتشير إلى عبد الكريم قاسم تحديدا.

## وصلات خارجية
- موقع الضباط الأحرار الوطنيين العراقية